# Titularbistum Hodelm
Hodelm (ital.: Hoddam) ist ein Titularbistum der römisch-katholischen Kirche. 
Es geht zurück auf einen Bischofssitz in der Stadt Hoddam in Dumfriesshire, Schottland.
| Titularbischöfe von Hodelm |                                                       |                                        |                   |                  |
| Nr.                        | Name                                                  | Amt                                    | von               | bis              |
| 1                          | Daniel Edward Pilarczyk                               | Weihbischof in Cincinnati (USA)        | 12. November 1974 | 30. Oktober 1982 |
| 2                          | Patrick Ronald Cooney                                 | Weihbischof in Detroit (USA)           | 3. Dezember 1982  | 6. November 1989 |
| 3                          | Thomas Ludger Dupré                                   | Weihbischof in Springfield (USA)       | 7. April 1990     | 14. März 1995    |
| 4                          | Paul Richard Gallagher Titularerzbischof pro hac vice | Apostolischer Nuntius Kurienerzbischof | 22. Januar 2004   |                  |